# Henrik Sjögren (journalist)
Henrik Sjögren, född 1974 i Tranås, är en svensk journalist. Han arbetar sedan 2021 som granskande reporter på Nyhetsmagasinet Fokus i Stockholm. Dessförinnan arbetade han på nättidningen Bulletin och var dess första redaktionschef vid tidningens bildande i december 2020. Henrik Sjögren var tidigare reporter och redaktör vid Svenskt Näringslivs medier, bland annat nättidningen Fplus och tidningen Entreprenör. Sjögren har tidigare även arbetat vid Falu-Kuriren och Borlänge Tidning. Henrik Sjögren har en gymnasielärarexamen i svenska och engelska, samt en journalistutbildning från Uppsala Universitet.
Sjögren har för Fokus räkning granskat en rad myndigheter, varav några reportage har fått stor uppmärksamhet i övriga medier. Bland annat ledde en serie granskande reportage om Migrationsverket år 2023 till omfattande kritik mot myndigheten i både rikstäckande medier  och i Sveriges riksdag. Tre dagar efter granskningen meddelade regeringen att generaldirektör Mikael Ribbenvik inte får förlängt förordnande. 
Våren 2024 avslöjade Henrik Sjögren i ett reportage i Fokus att Energimyndigheten hade anställt en person kopplad till det klimataktivistiska nätverket Extinction Rebellion som gassamordnare, ett jobb som är säkerhetsklassat av Säpo. Reportaget ledde till omfattande debatt varpå minister för civilt försvar, Carl-Oskar Bohlin, kontaktade myndigheten för att "informera sig om läget". Ministern fick hård kritik för detta och ledde till en KU-anmälan av vänsterpartistiska riksdagsledamoten Hanna Gunnarsson.